# هجوم جبهوي

اختراق دفاعات العدو بالهجوم الجبهوي

الهجوم الجبهوي هو نوع التكتيكات العسكرية التي تعتمد على مهاجمة مقدمة قوات العدو بطريقة مباشرة. ونظرا لأن القوات المهاجمة في وضع الهجوم الجبهوي ستواجه أقصى مقاومة دفاعية للعدو فإن الهجمات الجبهوية عادة ما تكون آخر الخيارات التكتيكية التي يتخذها القادة في المعارك. تتركز عيوب الهجمات الجبهوية في أنها لا تساعد المهاجمين على المناورة بدرجة واسعة كما أن زخم نار العدو سيتركز على الأرض التي يجب عبورها خلال الهجوم.